# Paksong (district)
Paksong is een district van de provincie Champassak in Laos. De hoofdstad van het district is de gelijknamige stad Paksong, dat de belangrijkste plaats is voor de koffieverbouw in het land.